# FBI v sukních
FBI v sukních, původním názvem anglicky: Feds, je americká filmová komedie z roku 1988 režiséra Daniela Goldberga s Rebeccou De Mornayovou a Mary Grossovou v hlavní roli. Snímek vypráví jednoduchý příběh dvou malých ambiciózních žen, které se rozhodly, že se stanou agentkami FBI a jsou pro to schopny a ochotny udělat cokoliv. Pohledná a fyzicky velmi zdatná blondýnka Ellie (Rebecca De Mornay) je bývalá příslušnice americké námořní pěchoty, Janis (Mary Gross) je typická nešikovná a fyzicky jen velmi málo zdatná intelektuálka s mnoha vysokoškolskými tituly. Obě dvě ženy se během velmi náročného šestnáctitýdeního výcviku společně spřátelí a vzájemně si pomáhají překonat všechny obtíže spojené s náročným programem studia na Akademii FBI, dělají to tak dobře, že překonají i všechny své mužské kolegy.

## Hrají
| Rebecca De Mornay    | Elizabeth „Ellie“ De Witt |
| Mary Gross           | Janis Zuckerman           |
| Ken Marshall         | Brent Shepard             |
| Fred Dalton Thompson | Bill Bilecki              |
| Larry Cedar          | Howard Butz               |
| Raymond Singer       | George Hupperman          |
| James Luisi          | Sperry                    |
| Rex Ryon             | Parker                    |
| Norman Bernard       | Bickerstaff               |
| Don Stark            | Willy                     |
| David Sherrill       | Duane                     |